# Aeroportul Akiachak
Aeroportul Akiachak (IATA: KKI, ICAO: PFZK, FAA LID: Z13) este un aeroport din Alaska, Statele Unite ale Americii ce deservește zona Akiachak Native Community⁠(d). Aeroportul a fost tranzitat în 2019 de 7.406 pasageri. A fost numit după zona deservită.
Situat la o altitudine de 8 m, aeroportul dispune de 1 pistă.

## Infrastructură

### Piste
Aeroportul dispune de o singură pistă. Pista 01/19 are suprafața de pietriș și dimensiunile 3.300 picioare × 60 picioare. 